# 前田武彦の天下のライバル
『前田武彦の天下のライバル』（まえだたけひこのてんかのライバル）は、1969年4月5日から同年9月27日まで日本テレビ系列局で放送されていた日本テレビ製作のゲームバラエティ番組である。放送時間は毎週土曜 19:30 - 20:00 （日本標準時）。カラー放送。

## 概要
芸能界やスポーツ界など、あらゆるジャンルのライバル同士がゲームで対決していた番組で、前田武彦とうつみみどり（後のうつみ宮土理）が司会を務めていた。「前夜祭」と称して行われた第1回にはプロボクサーの海老原博幸と西城正三が出演し、番組内容の説明を行いながらの進行となった。

## 番組で行われた対戦
- 黛ジュン×いしだあゆみ
- ジャッキー吉川とブルーコメッツ×ザ・スパイダース
- 勝新太郎×若山富三郎
- 森進一×千昌夫（有線放送の王者対決）
- 由紀さおり×高田恭子（新人歌手対決）
- 四方晴美×上原ゆかり（ミニミニ対決）
- 鶴岡雅義と東京ロマンチカ×ロス・インディオス
- 五代目三遊亭圓楽×四代目三遊亭小円遊
- 日米プロレスラー対決
- 千葉真一×川口浩
- ダーク・ダックス×ボニー・ジャックス
- 森田健作×高岡健二
- 夏休み子供大会（『おはよう!こどもショー』の出演者が登場）
- ドンキーカルテットの内ゲバ決戦（4人を2対2で競わせる）
- 森山良子×佐良直美
- 巨人の星×鉄腕アトム
- 北島三郎×都はるみ
- 前田武彦×うつみみどり（最終回）
- ほか

## 備考
後年、本番組について専ら紹介されるのは「巨人の星×鉄腕アトム」の回である。これは、星飛雄馬たちが未来の世界へ行ってアトムと対決するという内容で、対決シーンの大半はアニメで制作された。アニメ部分は『巨人の星』の東京ムービー（現・トムス・エンタテインメント）とAプロダクション（現・シンエイ動画）、『鉄腕アトム』の虫プロダクションによる共同制作であったが、声優については『巨人の星』の声優陣がオリジナルと同じだったの対し、『鉄腕アトム』の声優陣は変更されている。